# شیرین‌لب هری
شیرین‌لب هری (نام علمی: Plectorhinchus gibbosus) نام یک گونه از سرده شیرین‌لب است.